# 澤萊諾希爾斯凱 (敖德薩州)
澤莱諾希爾斯凯（烏克蘭語：Зеленогірське）是烏克蘭西南部敖德薩州波迪利斯克区泽莱诺希尔斯凯市镇内的市級鎮及其行政中心。處於柳巴希夫卡西北面13公里，面積6.04平方公里，2011年人口1,627，人口密度每平方公里269.37人。